# Piz Platta
Il Piz Platta (3.392 m s.l.m.) è la montagna più alta delle Alpi del Platta nelle Alpi Retiche occidentali. Si trova nello svizzero Canton Grigioni.

## Caratteristiche
Per la sua particolare forma viene avvicinato al più importante Cervino. La montagna è collocata sul fianco della valle d'Avers.

## Salita alla vetta
Si può salire sulla vetta partendo da Purt, località di Avers. Si tratta di salire per circa 1500 m mantenendo generalmente la direzione di nord-est.